# Henrich Ravas
Henrich Ravas (Senica, 16 de agosto de 1997) es un futbolista eslovaco que juega en la demarcación de portero para el KS Cracovia de la Ekstraklasa.

## Selección nacional
Fue convocado por primera ver para la selección de fútbol de Eslovaquia el 8 de noviembre de 2022 por el seleccionador Francesco Calzona para afrontar partidos amistosos contra Montenegro y Chile, aunque no llegó a disputar ningún minuto. El 10 de junio de 2024 fue llamado a formar parte del combinado que disputaría la Eurocopa 2024.

### Participaciones en Eurocopas
| Copa          | Sede     | Resultado        | Partidos | Goles |
| ------------- | -------- | ---------------- | -------- | ----- |
| Eurocopa 2024 | Alemania | Octavos de final | 0        | 0     |

## Clubes
| Club                                | País           | Año       | Partidos | Goles |
| ----------------------------------- | -------------- | --------- | -------- | ----- |
| Spartak Myjava                      | Eslovaquia     | 2014      | 0        | 0     |
| Boston United F. C.                 | Inglaterra     | 2015-2016 | 19       | 0     |
| Gainsborough Trinity F. C. (cedido) | Inglaterra     | 2017-2018 | 39       | 0     |
| Derby County F. C.                  | Inglaterra     | 2019-2020 | 0        | 0     |
| Hartlepool United F. C. (cedido)    | Inglaterra     | 2020-2021 | 12       | 0     |
| FK Senica                           | Eslovaquia     | 2021-2022 | 24       | 0     |
| Widzew Łódź                         | Polonia        | 2022-2023 | 63       | 0     |
| New England Revolution              | Estados Unidos | 2024      | 12       | 0     |
| KS Cracovia                         | Polonia        | 2024-     | 23       | 0     |